# Euphorbia globosa
Euphorbia globosa är en törelväxtart som först beskrevs av Adrian Hardy Haworth, och fick sitt nu gällande namn av John Sims. Euphorbia globosa ingår i släktet törlar, och familjen törelväxter. Inga underarter finns listade i Catalogue of Life.

## Bildgalleri

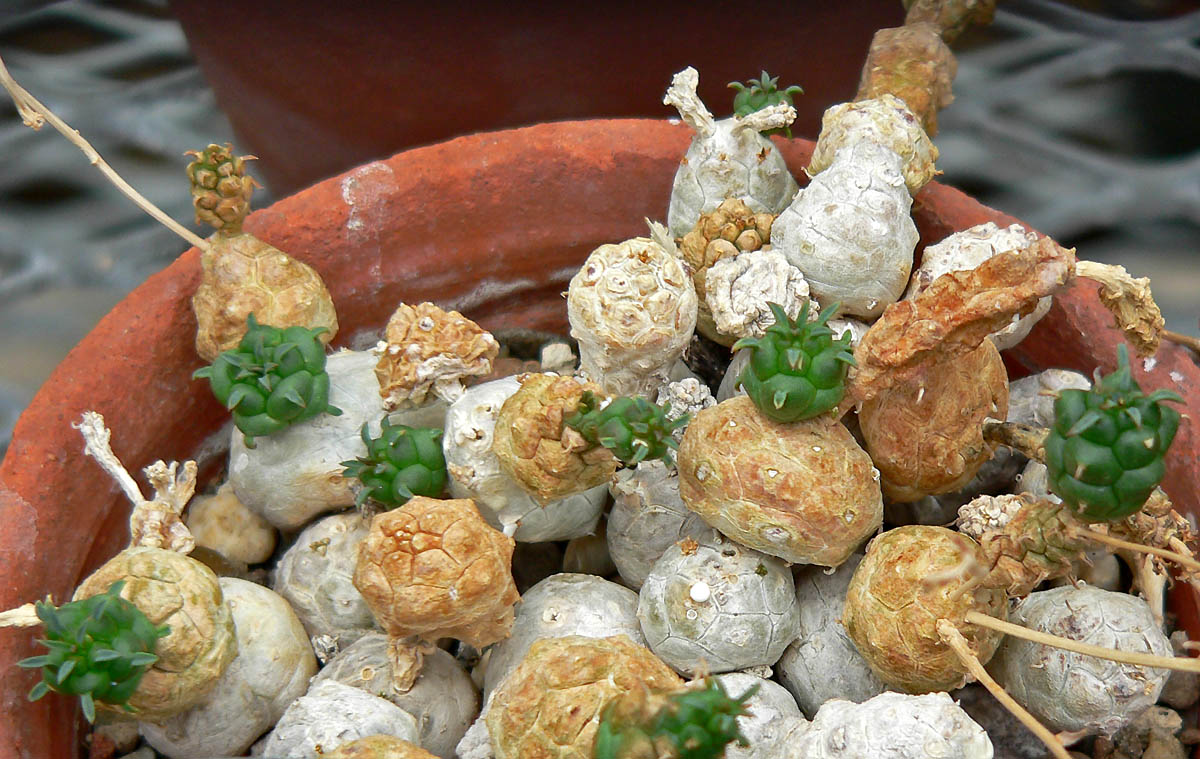
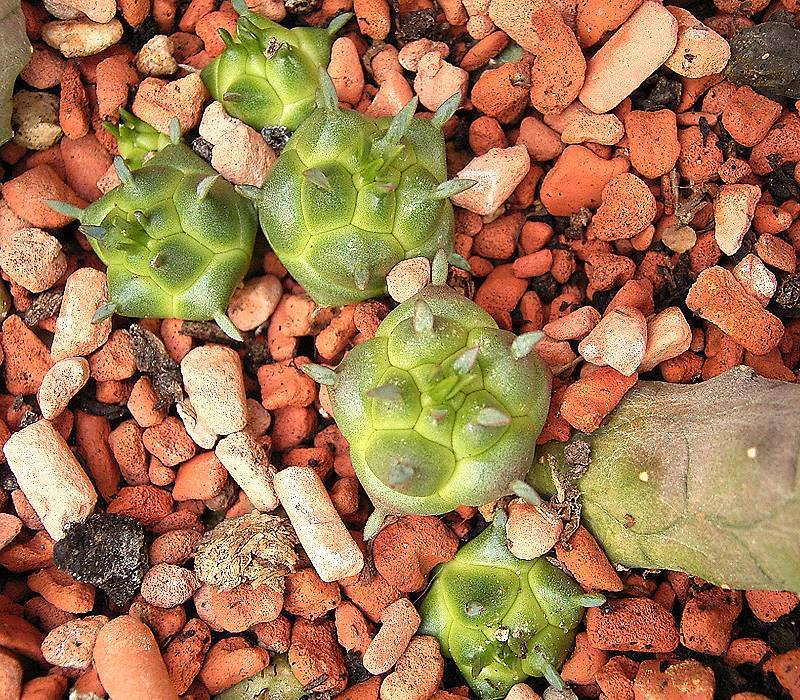